# Maximilian Jaeger
Maximilian Jaeger (né le 20 mai 1884 à Baden, mort le 29 octobre 1958 à Kilchberg ZH) est un diplomate suisse, ministre plénipotentiaire à Budapest de 1938 à 1944, et supérieur de Carl Lutz lors de son action de sauvetage en faveur de 62 000 Juifs.

## Biographie

### Jeunesse et études
Fils de Josef Jäger (de), il entre au service de la Confédération en 1909 après des études de droit à Zurich, Paris, Rome, Vienne et Berlin.

### Entrée dans la diplomatie
Il est occupe de fonctions de consul général à Athènes de 1922 à 1924, puis à Vienne, ministre dès 1925, puis consul général après l'Anschluss, jusqu'en 1938. 

### Ministre à Budapest
Il est muté par la suite à Budapest le 26 mai 1938, où il est le supérieur hiérarchique direct de Carl Lutz, vice-consul, et participe à l'action de sauvetage des Juifs hongrois dès 1942. 
Alors que les troupes soviétiques avancent vers l'Ouest, le gouvernement Szálasi invite aux représentations des puissances neutres à transférer leur siège à Sopron. Berne, voulant maintenir un contact avec les autorités sans vouloir reconnaître officiellement le régime (considéré comme putschiste), décide de rappeler le ministre Jaeger à Berne, « pour rapport », tout en lassant le reste du personnel diplomatique (dont Lutz) à Budapest, et la légation est pratiquement « dégradée » à un consulat. Jaeger propose à Lutz de rentrer à Berne, ce qui ce dernier refuse (et regrettera après la guerre que le DPF n'ait pas rappelé l'ensemble du personnel diplomatique). Cette situation est doublement problématique. D'une part, la Suisse ne voulant pas reconnaître les Croix fléchées comme gouvernement légitime de Hongrie, rien ne peut garantir que les putschistes reconnaissent les locaux et maisons sous protection suisse. D'autre part, à ce moment, la Suisse n'entretient pas de relations diplomatiques avec l'Union soviétique (cela ne sera le cas qu'à partir de mars 1946), ce qui peut être problématique lorsque l'Armée rouge entre dans Budapest. Jaeger finit par quitter Budapest, seul, le 10 novembre ; il est remplacé par le premier secrétaire de légation, Anton Josef Kilchmann, qui devient chargé d'affaires ad interim.

### Après la Seconde Guerre mondiale
Il est par la suite consul général à Lisbonne de 1946 à 1948.